# Cäcilienkirche (Uhingen)

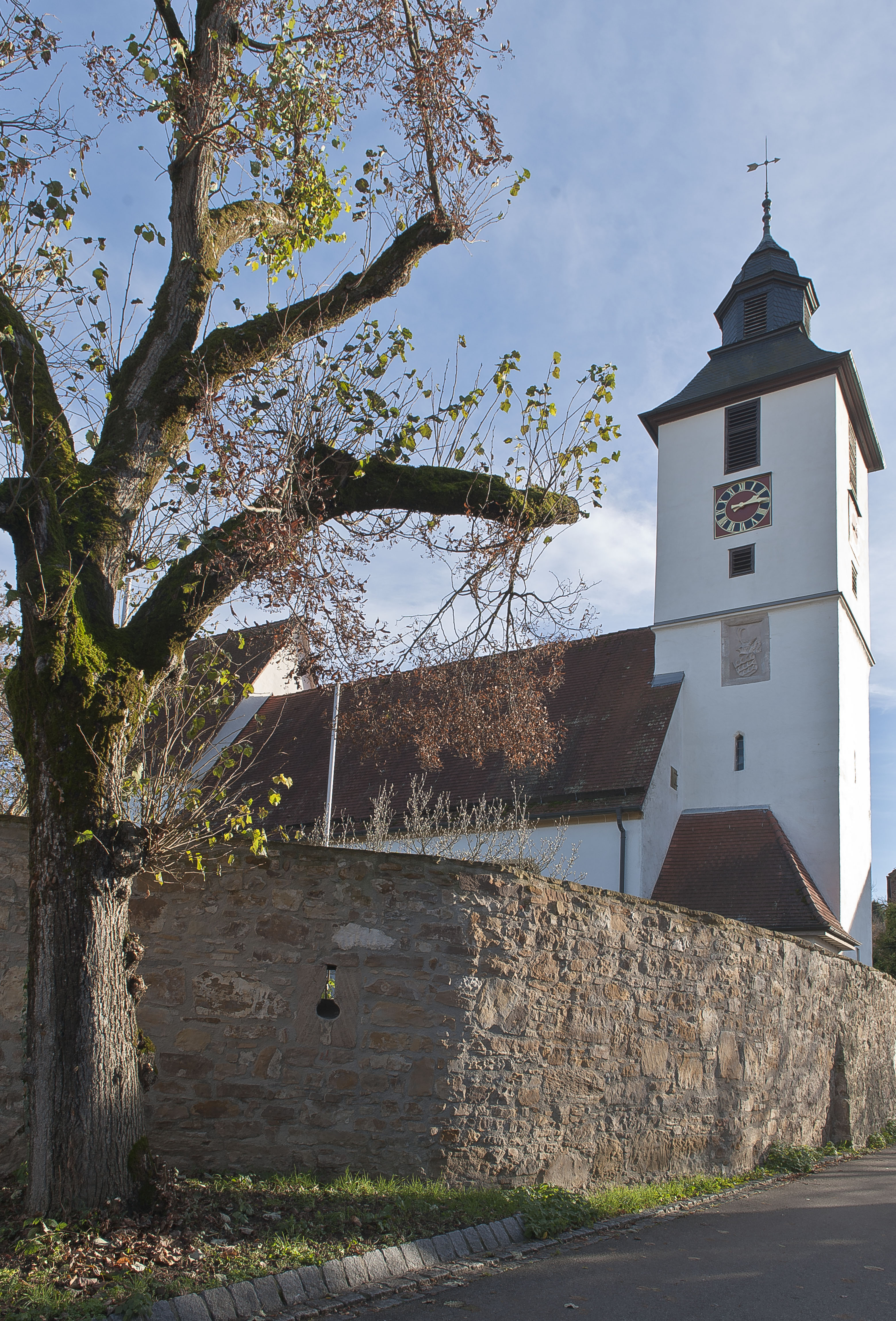
Cäcilienkirche in Uhingen

Die evangelische Cäcilienkirche steht in Uhingen, einer Stadt im Landkreis Göppingen in Baden-Württemberg. Das Bauwerk ist beim Landesamt für Denkmalpflege Baden-Württemberg als Baudenkmal unter der Nr. 100.001 eingetragen. Die Kirchengemeinde gehört zum Kirchenbezirk Göppingen der Evangelischen Landeskirche in Württemberg. Sie ist nach Cäcilia von Rom benannt.

## Beschreibung
Die 1519 geweihte Saalkirche besteht aus einem Langhaus, einem ihn überragenden Chor mit Fünfachtelschluss im Osten, der von Strebepfeilern gestützt wird, und einem Kirchturm im Westen, dessen obere, 1823 aufgestockte Geschosse die Turmuhr und den Glockenstuhl mit vier Kirchenglocken beherbergen. Dieser ist mit einer Haube bedeckt, auf deren Pyramidenstumpf eine achteckige Laterne sitzt. 
Der Innenraum des Langhauses ist mit einer Flachdecke überspannt, der des Chors mit einem Sterngewölbe, auf den Gewölbe-Schlusssteinen sind ein Marienbildnis, der heilige Georg und die heilige Cäcilie dargestellt. Zur Kirchenausstattung gehört die 1693 geschnitzte Kanzel, auf deren Schalldeckel Jesus Christus zu sehen ist.
Die Orgel wurde 1956 von der Manufaktur Orgelbau Friedrich Weigle gebaut. Sie verfügt über 19 Register auf zwei Manualen und Pedal.

## Nachweise
1. ↑  Orgel Databank: Uhingen, Evangelische Kirche

Koordinaten: 48° 42′ 12,2″ N, 9° 35′ 27,2″ O